# Pongo abelii
El orangután de Sumatra (Pongo abelii) es una de las tres especies existentes de orangutanes. Viven sólo en la isla indonesia de Sumatra. Se diferencian de las otras especies de orangután más que nada en su tamaño, siendo esta especie más pequeña. Comparten la isla con otra especie de orangután, Pongo tapanuliensis, pero sus hábitats están separados geográficamente por el lago Toba.

## Conservación
El informe de la lista roja de especies amenazadas de la IUCN en 2006 reveló que las poblaciones del orangután de Sumatra han decaído en un 47 % durante los siete años previos a 1999 y se cree que en los ocho años anteriores la población decayó en un 50 %. Se cree que esta tendencia seguirá si las circunstancias actuales continúan.
Las principales amenazas que presentan se deben a la destrucción de su hábitat para ampliar la frontera agrícola y la explotación de maderas. Los taladores también cazan a las madres orangutanes, a las cuales dan muerte para vender a sus hijos en el mercado negro de mascotas y animales.
Como resultado del estudio se clasificó la especie en la categoría de en peligro crítico de extinción. Esta categoría se reserva a las especies cuya extensión es menor a los 100 km² y su población se calcula en menos de doscientos cincuenta individuos maduros, o si los análisis cuantitativos indican la probabilidad de extinción en la naturaleza del 50 % dentro de diez años o en tres generaciones. Fue incluido en la publicación bianual Los 25 primates en mayor peligro del mundo, 2008-2010.

## Genoma
Los orangutanes tienen cuarenta y ocho cromosomas diploides. El genoma del orangután de Sumatra fue secuenciado en enero de 2011, sobre la base de una hembra en cautividad llamada «Susie». Desde la secuenciación del genoma de los seres humanos y de los chimpancés, los orangutanes de Sumatra se han convertido en la tercera especie de homínido en tener su genoma secuenciado.
Los investigadores también publicaron menos copias completas de diez orangutanes salvajes, cinco de Borneo y cinco de Sumatra. Se encontró que la diversidad genética fue menor en los orangutanes de Borneo (Pongo pygmaeus) que en los de Sumatra (Pongo abelii), a pesar de que en Borneo hay entre seis y siete veces más orangutanes que Sumatra. La comparación ha demostrado que estas dos especies divergieron hace unos cuatrocientos mil años, más recientemente de lo que se pensaba. También se encontró que el genoma del orangután ha evolucionado mucho más lentamente que el del chimpancé y el de los humanos.

## Referencias

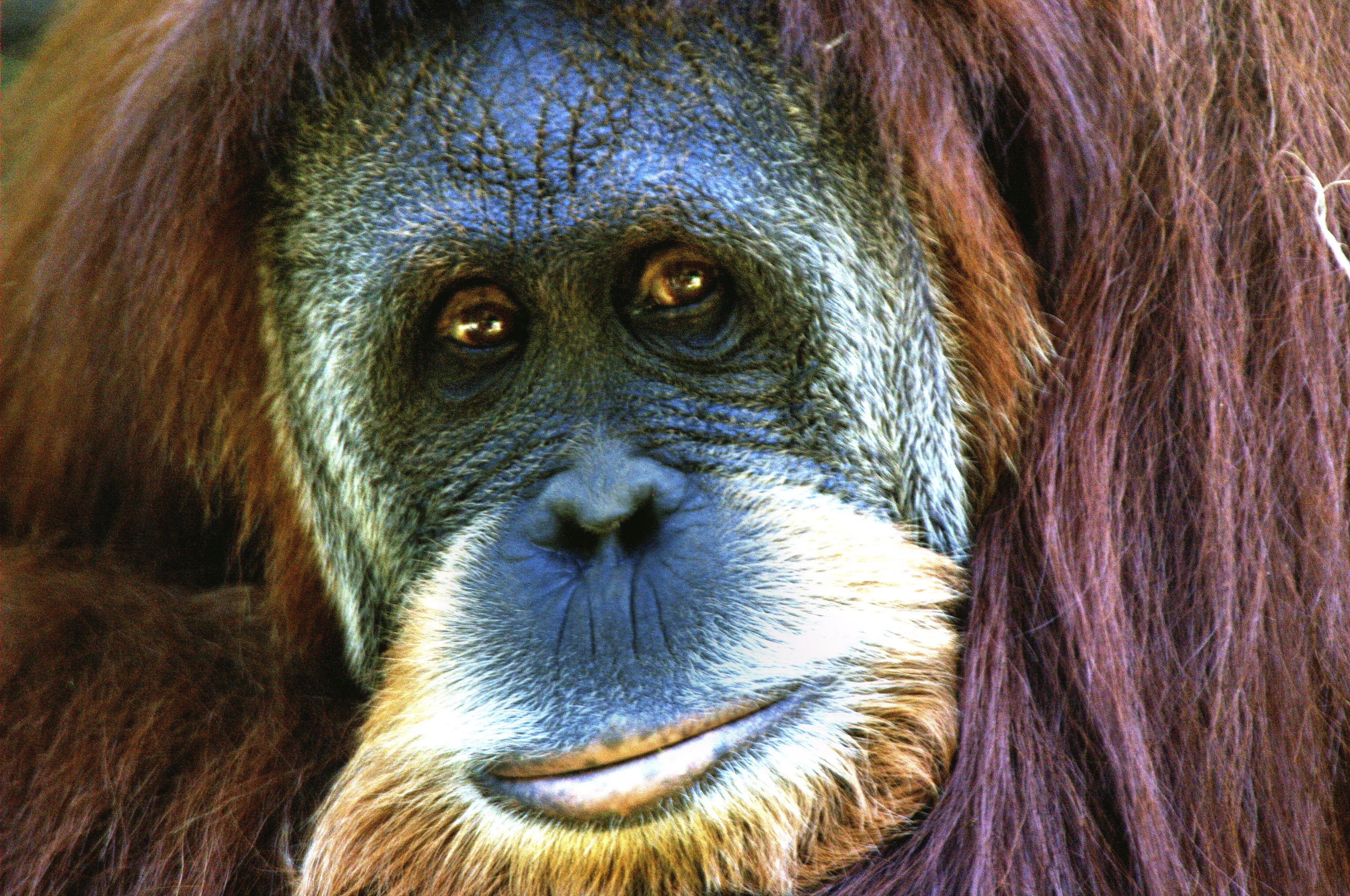